# Virus cafeteria roenbergensis
El Virus Cafetería roenbergensis, también conocido como Cafeteria roenbergensis virus (CroV), es un virus nucleocitoplasmáticos de ADN de gran tamaño que infecta específicamente al zooplancton marino Cafetería roenbergensis. CroV tiene un genoma el cual consta de ~ 730.000 pares de bases de ADN de doble cadena. Entre sus 544 predicen genes que codifican proteínas que son varios normalmente se limitan a los organismos celulares, tales como la traducción de los factores y enzimas de la reparación del ADN y la síntesis de los hidratos de carbono. 
CroV está lejanamente emparentada con el Mimivirus a pesar de su tamaño y pertenece a un grupo de virus conocido como grandes virus de ADN nucleocitoplasmaticos. Incluso el  CroV  es parasitada por un virófago llamado "Mavirus".